# 国民议会 (马里)
国民议会（法語：Assemblée nationale）是马里的国家立法机关。国民议会实行一院制，由160名议员组成。每届议会任期5年。2020年马里政变中，国民议会被马里总统解散，此前国民议会主席是Issaka Sidibé。
马里宪法规定，国民议会是国家最高权力机关，享有充分的立法权、广泛的监督权和完整的自主权。